# Vattusaari (ö i Norra Savolax, Inre Savolax, lat 63,00, long 26,97)
Vattusaari är en ö i Finland. Den ligger i sjön Tallusjärvi och i kommunen Tervo i den ekonomiska regionen  Inre Savolax ekonomiska region  och landskapet Norra Savolax, i den centrala delen av landet, 300 km norr om huvudstaden Helsingfors. Öns area är 2 hektar och dess största längd är 240 meter i sydöst-nordvästlig riktning.